# Chlorobyrrhulus rutilans
Chlorobyrrhulus rutilans là một loài bọ cánh cứng trong họ Byrrhidae. Loài này được Motschulsky miêu tả khoa học năm 1845.